# Saint-Yorre
Saint-Yorre is een gemeente in het Franse departement Allier (regio Auvergne-Rhône-Alpes). De plaats maakt deel uit van het arrondissement Vichy. Saint-Yorre telde op 1 januari 2022 2.618 inwoners.

## Geografie
De oppervlakte van Saint-Yorre bedraagt 6,35 km², de bevolkingsdichtheid is 405 inwoners per km² (per 1 januari 2019).
De onderstaande kaart toont de ligging van Saint-Yorre met de belangrijkste infrastructuur en aangrenzende gemeenten.

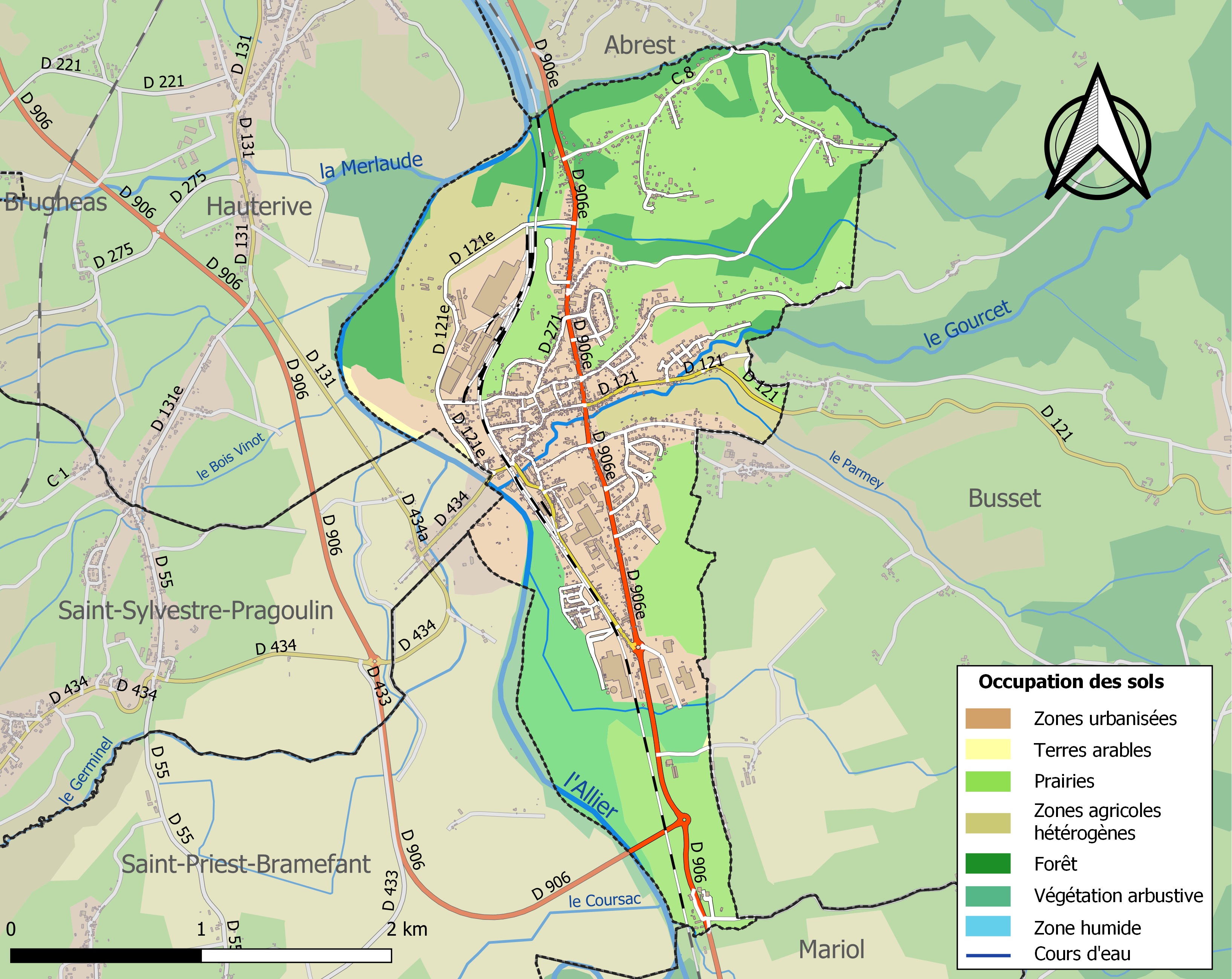

## Demografie
Onderstaande figuur toont het verloop van het inwonertal (bron: INSEE-tellingen).
Vanwege een beveiligingsprobleem met de MediaWiki Graph-software is het momenteel niet mogelijk deze grafiek weer te geven. Zodra de software is bijgewerkt zal de grafiek vanzelf weer zichtbaar worden.